# Krabi (província)
La província de Krabi és una província (changwat) del sud de Tailàndia, a la costa del mar d'Andaman. Limita amb les províncies de (des del nord, seguint les agulles del rellotge) Phang Nga, Surat Thani, Nakhon Si Thamarat i Trang. A l'oest limita hi té la badia de Phang Nga, a la mar d'Andamant. La ciutat de Krabi és la capital de la província.
Krabi té una superfície de 4.709 km², que la situa en la posició número 45 de les províncies de Tailàndia. El 2018 té 473.738 habitants i és la 59a província de Tailàndia més poblada. La seva densitat de població és de 101 habitants/km².

## Geografia

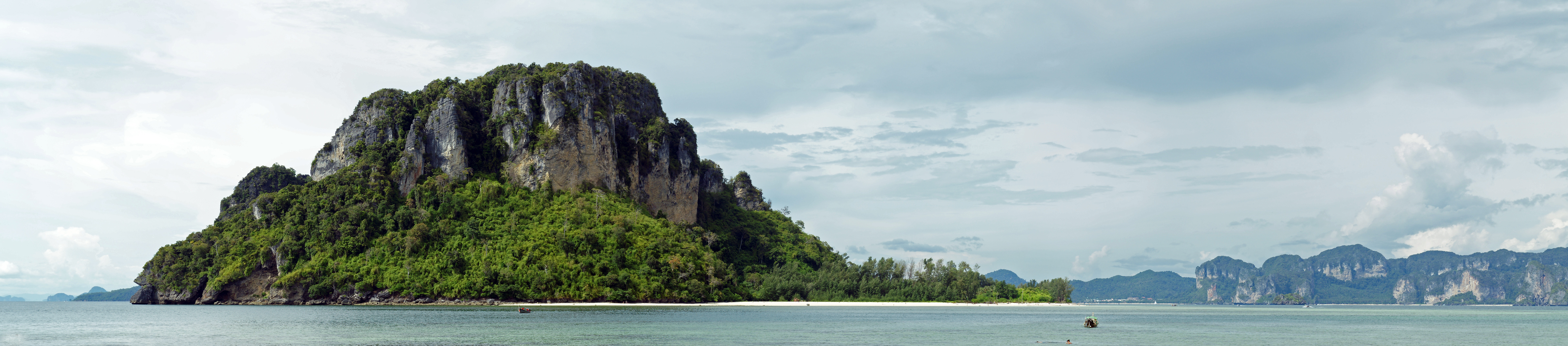
Ko Poda des de Ko Thap

Les formacions rocoses conegudes amb el nom de mogote són distintives de la regió de Krabi, tant a l'interior com a les zones costaneres. Aquestes formacions geològiques atreuen escaladors de tot el món, sobretot la platja Ton Sai i la platja de Railay a la península de Phra Nang.
La província té 154 illes. La més coneguda és l'illa Jo Phi Phi Le, una de les illes Phi Phi; i Ko Lanta, una illa gran al sud de Krabi. La zona costanera va patir molts danys durant el Tsunami de l'oceà Índic del 2004.
Els mogotes de Krabi contenen moltes coves amb nombrosos espeleotemes com estalagmites i estalagtites. Entre les coves, destaquen el Tham Phi Hua To, al districte d'Ao Luek, que conté pintures prehistòriques. El 1986 es van descobrir restes d'objectes fets pels humans fa uns 40.000 anys a la cova Lang Rong Rien; aquestes són les restes humanes més antigues que s'han trobat de l'Àsia Sud-oriental.
L'agricultura de la província es basa sobretot en el cultiu d'oli de palma i de cautxú. Les plantacions d'oli de palma cobreixen uns 1.568 km2, que represetnten el 52 % de la superfície cultivada de la província. El 95% de les terres cultivades estan ocupades per plantacions d'oli de palma i d'arbre de cautxú. A la província de Krabi hi ha una superfície boscosa de 915 km2 , que representa el 17,2% del total.

### Medi ambient
El 2008 es fa un estudi sobre el possible impacte del canvi climàtic a Krabi. Aquest estudi fa projeccions de l'any 2033:
- Temperatura: Es preveu un increment moderat de les teperatures d'1C  en els següents 25 anys. Les temperatures de la costa augmentarien encara menys.
- Pluges: La duració dels monsons anuals s'escurçarà unes 2 setmanes el 2018 i unes 4 setmanes el 2033. La precipitació anual descenderà un 10%.
- Nivell del mar: Hi haurà un significatiu augment del nivell del mar que afectarà les zones humides de manglars. Es suposa que el nivell del mar augmentarà 20 cm els propers 25 anys.
- Tempestes tropicals: Decaurà la freqüència de ciclons, però tindran més impacte en les infrastructures.

#### Parcs nacionals i santuaris salvatges
La província disposa de 4 parcs nacionals i 16 zones protegides:

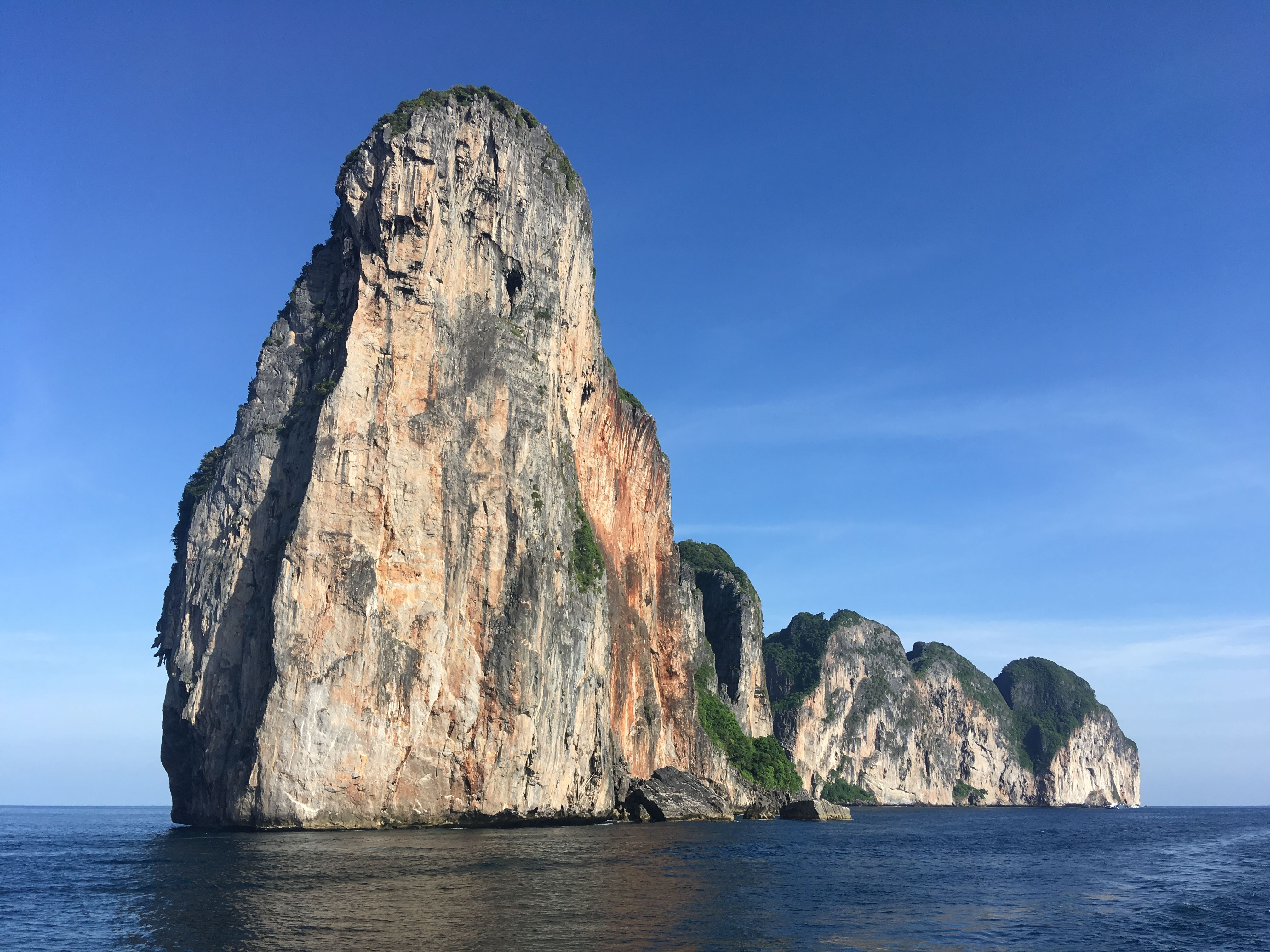
costa nord de Ko Phi Phi Le

- costa nord de Ko Phi Phi LeParc Nacional de Hat Noppharat Thara-Mu Ko Phi Phi. És un parc marítim.[8] establert el 6 d'octubre de 1983 amb esculls de corall.[9] Té 388 quilòmetres quadrats al distrcte de Mueang Krabi.
- Parc Nacional de Mu Ko Lanta. És un parc situat al sud de la província que inclou moltes illes. Les dues illes més grans són Ko Lanta Noi i Ko Lanta Yai. Tot i que estan deshabitades, Ko Lanta Yai és un destí turístic important. El parc s'estables el 15 d'agost de 1990 i té una superfície de 134 quilòmetres quadrats.[9]
- Parc Nacional de Bok Khorani, establert el 30 de setembre de 1998 i amb una superfície de 104  quilòmetres quadrats.[9] Té parts continentals del districte d'Ao Luek i molts arxipèlags del districte de Mueang Krabi.
- Parc Nacional de Khao Phanom Bencha, establert el 9 de juliol de 1981 i una superfície de 50 quilòmetres quadrats.[9] Està situat als districtes de Khao Phanom i d'Ao Luek.

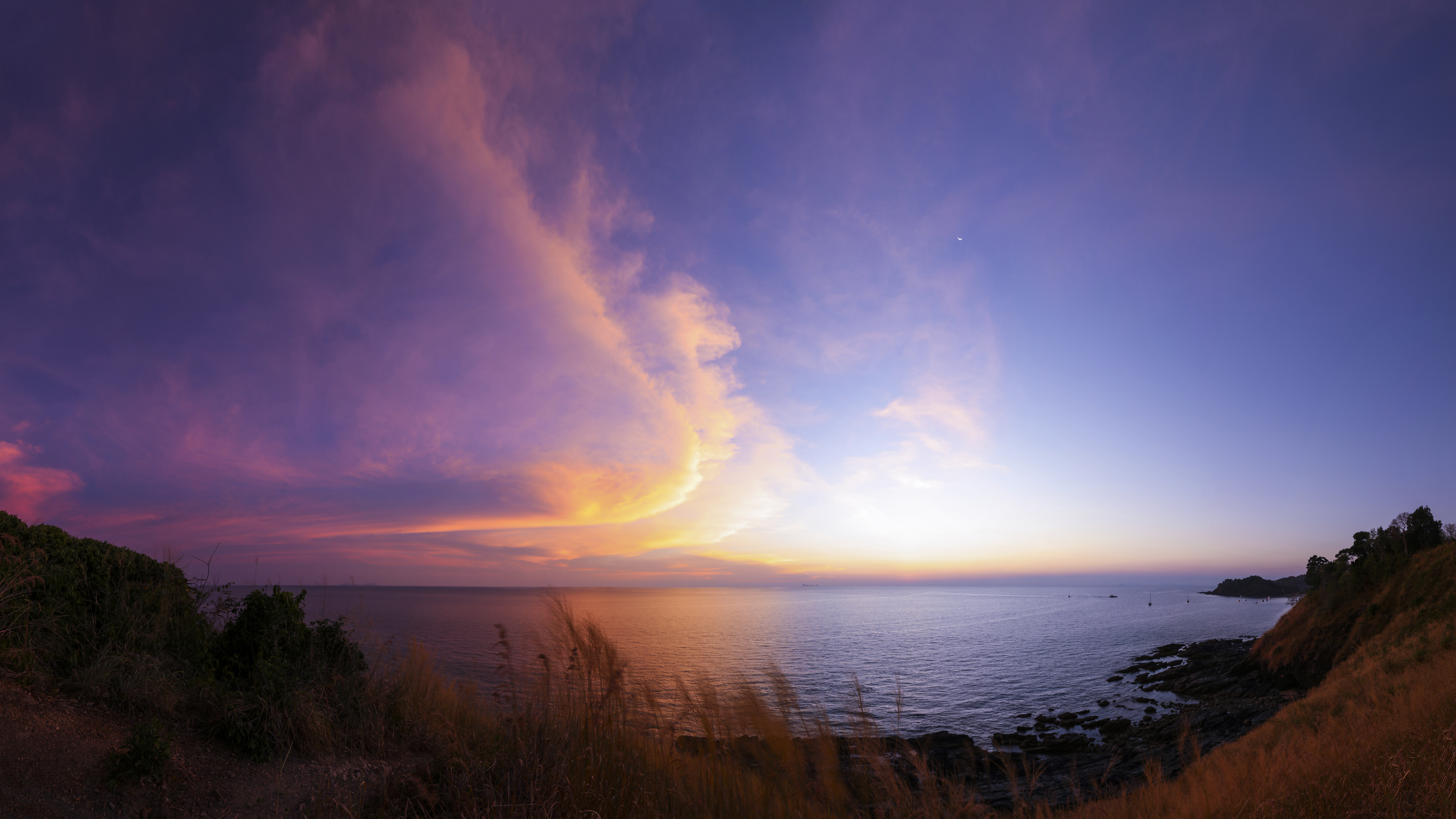
Posta de sol al parc nacional de Mu Ko

A més, a la província hi ha santuaris de la vida salvatge que també gaudeixen de protecció. Entre aquests, destaquen:
- Reserva de la vida salvatge de Khao Pra-Bang Khram al districte de Khlong Tom i de Lam Thap. Amb una superfície de 156 km2.[10]
- Reserva de la vida salvatge de Khlong Phraya als districtes de Plai Phraya. Té unan superfície protegida de 154 km2.[10]

## Demografia
El 2020 la província de Kravi té 477.770 habitants. La densitat de població és variada a les diverses zones de la Kravi. Els districtes més poblats són els costaners de Nuea Khlong i els de la ciutat de Krabi. En contrast, el menys poblat és el de Khao Phanom.
Religió a Krabi
La província de Kravi és habitada per persones que segueixen diverses creences. Les confessions que tenen més seguidors és el budisme i l'islam. La primera és la més predominant (65%) i hi ha un 34% de la població que creu en l'islam.
Entre les minories de Kravi, hi ha els Moken (referits com a gitanos del mar). Són els membres d'un grup humà austronesi que habita en unes 900 illes de Myanmar i Tailàndia i a les Illes Surin. Molts són caçadors-recol·lectors semi nòmades. Els moken són marginalitzats per les polítiques actuals de migració i d'assimilació cultural.

## Història
La Krabi va obtenir l'estatus de ciutat pel rei Chulalongkorn. Aquest fet ajuda al desenvolupament de la província. La primera capital de la província fou a Ban Talad Kao però al 1900 el governador fa que la seu de la província es traslladi a la boca del Krabi, on hi ha l'actual ciutat.

## Organització territorial i govern
Krabi té vuit districtes (amphoe). Aquests estan subdividits en 53 subdistrictes (tambon) i 374 pobles (muban).
| Mapa | Número       | Districte | en tailandès |
| ---- | ------------ | --------- | ------------ |
|      |              |           |              |
| 1    | Mueang Krabi | เมืองกระบี่  |              |
| 2    | Khao Phanom  | เขาพนม    |              |
| 3    | Ko Lanta     | เกาะลันตา  |              |
| 4    | Khlong Thom  | คลองท่อม   |              |
| 5    | Ao Luek      | อ่าวลึก     |              |
| 6    | Plai Phraya  | ปลายพระยา |              |
| 7    | Lam Thap     | ลำทับ      |              |
| 8    | Nuea Khlong  | เหนือคลอง  |              |

El 26 de novembre de 2019 a la província hi ha els següents governs: l'Organització Administrativa de la província de Krabi (ongkan borihan suan changwat) i 13 zones municipals (thesaban). Krabi és l'única entitat amb l'estatus de ciutat. També hi ha 12 municipalitats de subdistricte (thesaban tambon). Les zones que no tenen municipi estan administrades per 48 SAO (organitzacions administratives de subdistricte.

## Economia
L'agricultura, el turisme i la pesca són sectors més destacats de la província de Krabi. El cultiu de cautxú i d'oli de palma són els més importants. A la província hi ha la seu d'Univanich Palm Oil PCL, el productor d'oli de palma més important del país.

### Turisme
El turisme és un dels sectors econòmics més importants de la província. És visitada per uns sis milions de turistes cada any. La temporada alta són els mesos entre el novembre i l'abril, que és quan es reben la majoria de visitants. Aquesta estacionalització del turisme ha tingut un impacte negatiu que s'ha intentat limitar amb la iniciativa de "Krabi 365" dies per augmentar el nombre de turistes que la visiten durant els altres períodes de l'any. Segons l'Autoritat del Turisme de Tailàndia (TAT), a la província hi ha aproximadament 460 hotels.

## Infraestructures

### Transports
El 1999 s'inaugura l'aeroport internacional de Krabi. El 2017 va acollir més de 4,3 milions de passatgers. L'aeroport enllaça per via aèria la província amb ciutats com Kuala Lumpur, Dubai, Bangkok, Singapur i Chengdu. També disposa de vols xàrters que l'uneixen amb Europa.
A la província hi ha la carretera nacional 4 (Phetkasem Road), la més llarga del país. Aquesta carretera enllaça Bangkok amb la frontera de Malàisia (1.310.554 km). La carretera travessa Krabi entre les províncies de Phang Nga i Trang.

## Galeria d'imatges

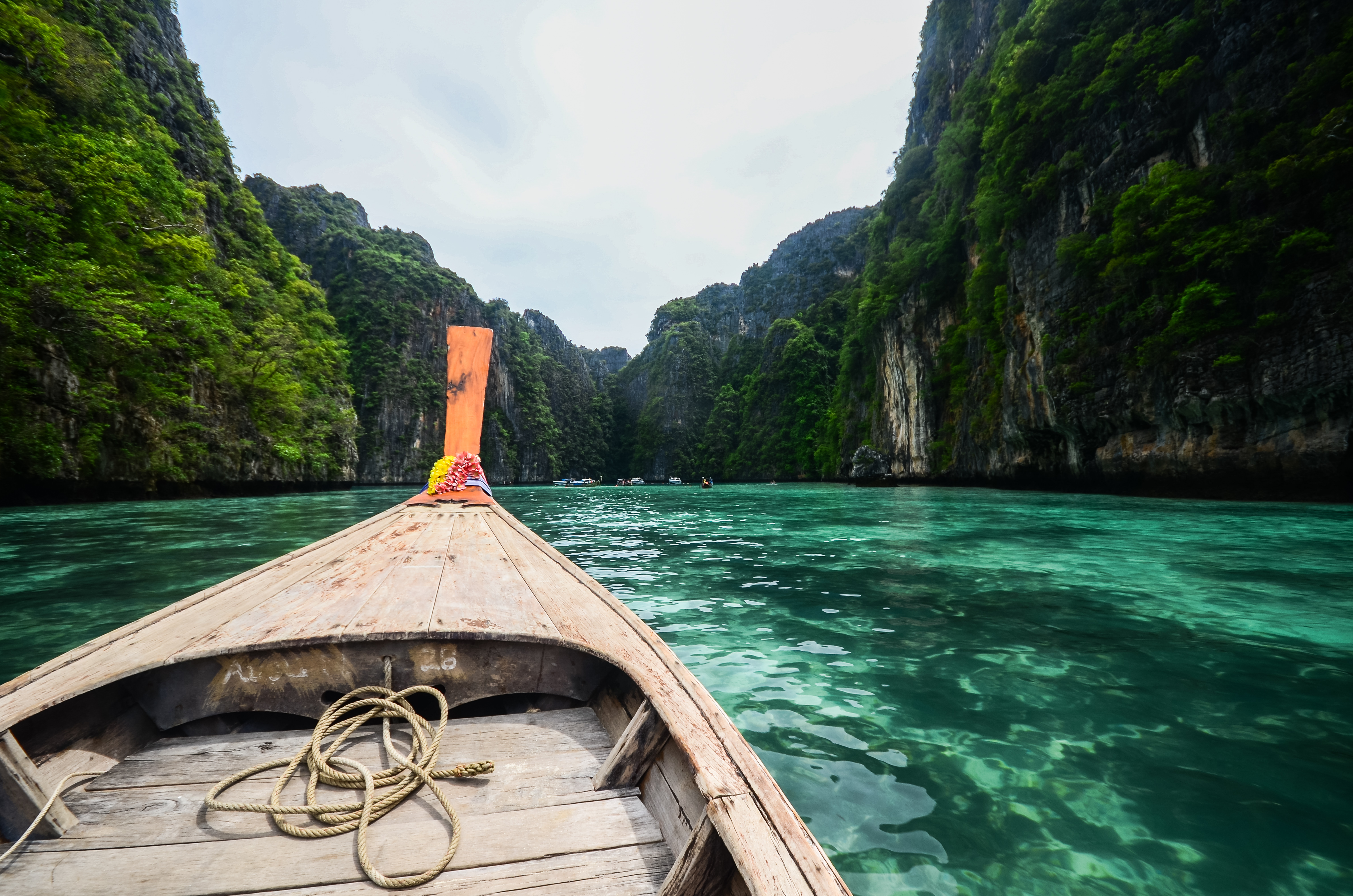
Parc nacional Hat Noppharat Thara-Mu Ko Phi Phi
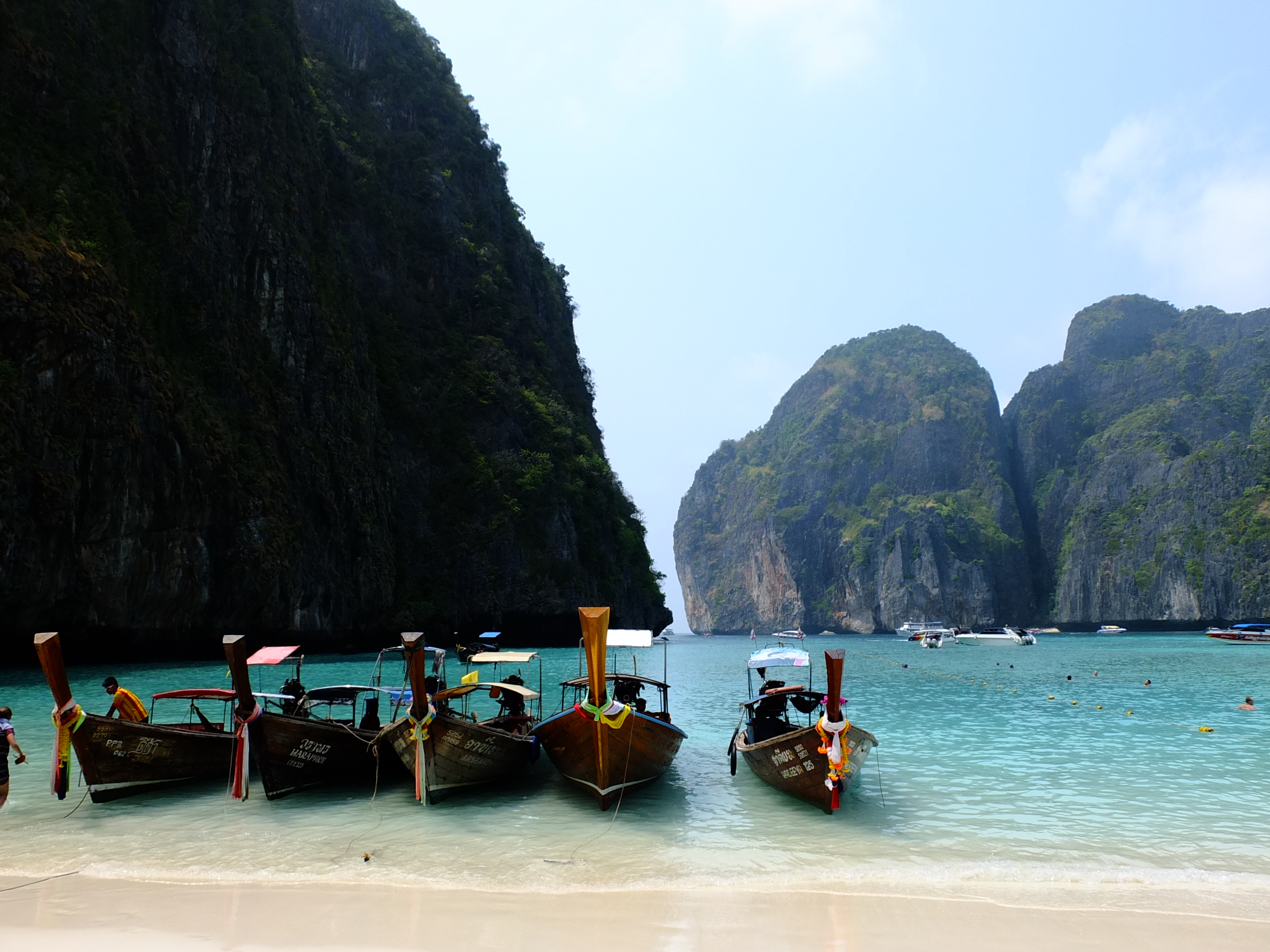
Maya Bay
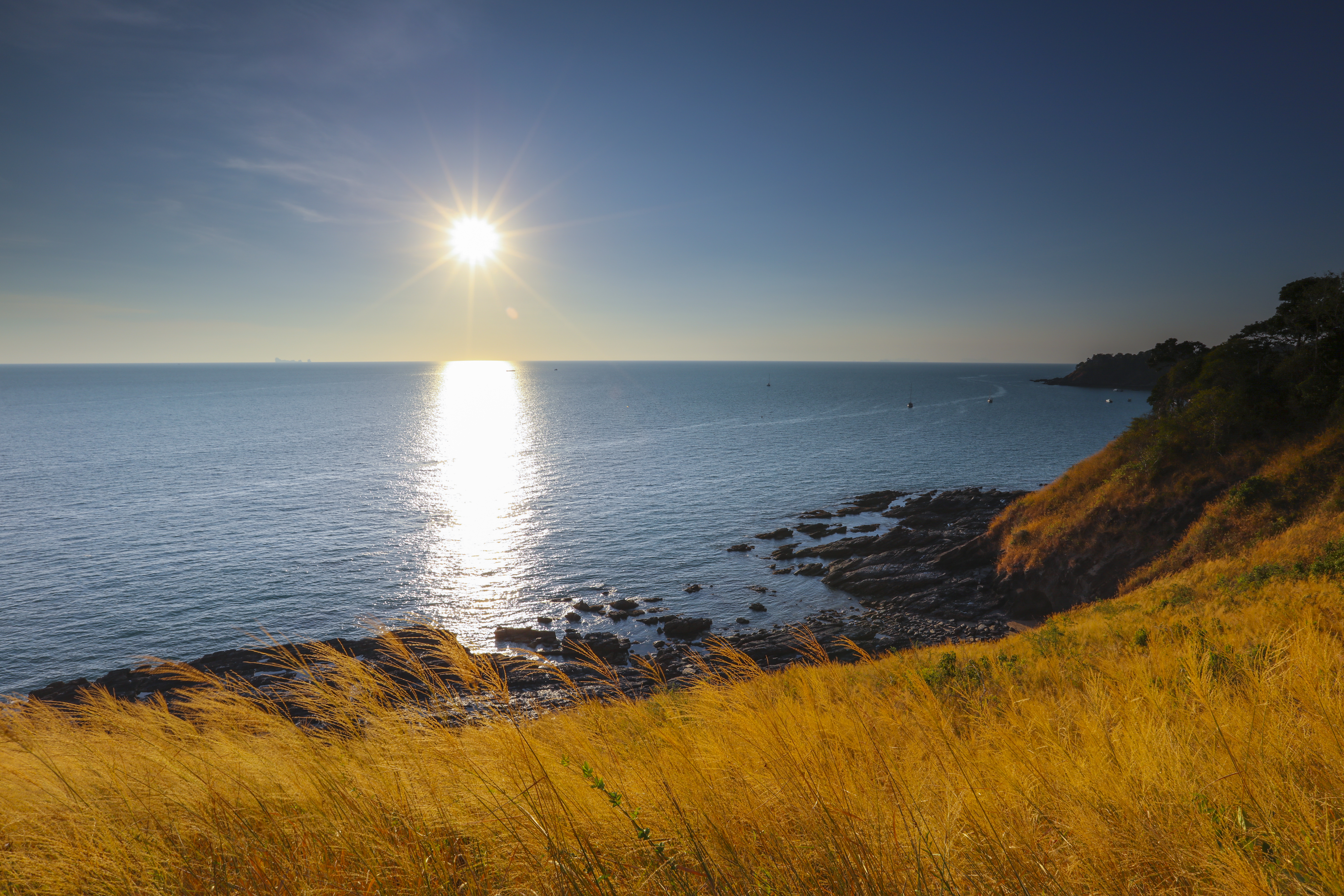
Parc nacional de Mu Ko Lanta
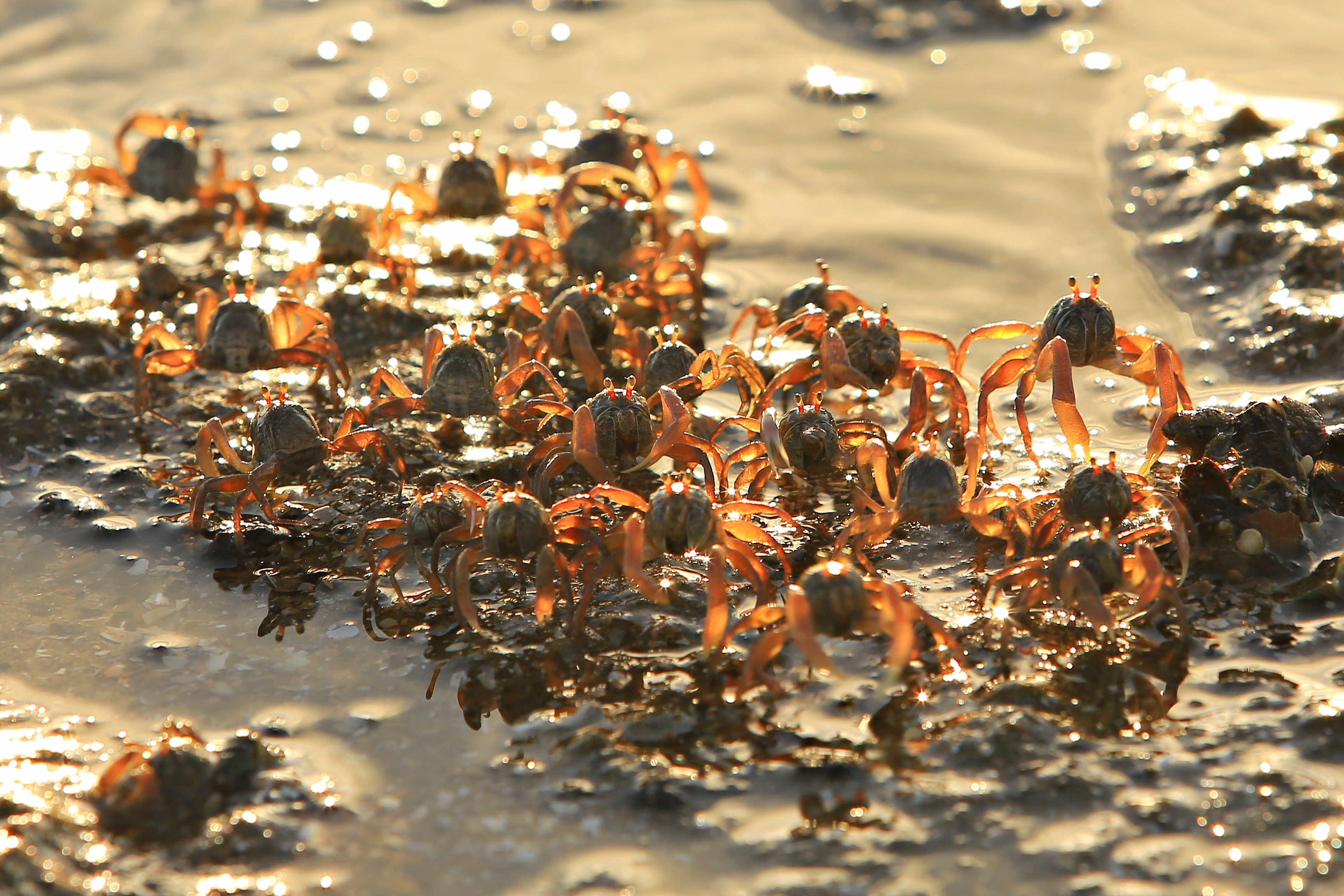
Phricotelphusa limula al parc nacional de Mu Ko Lanta
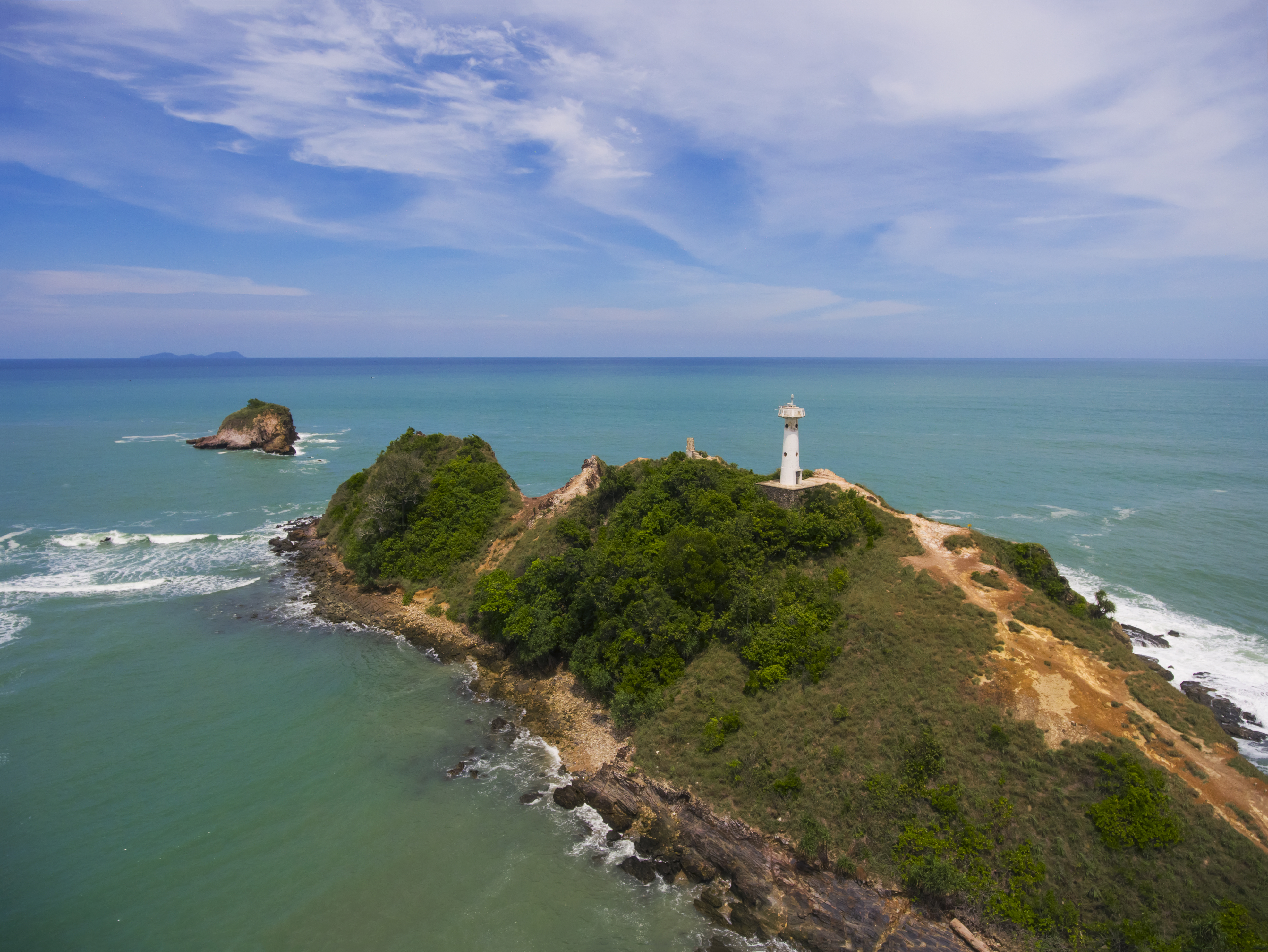
Ko Lanta
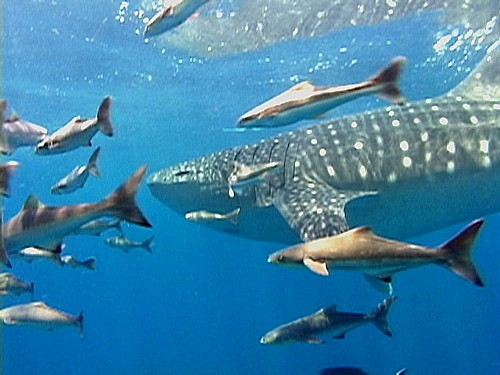
Taurons blancs a l'illa de Phi Phi
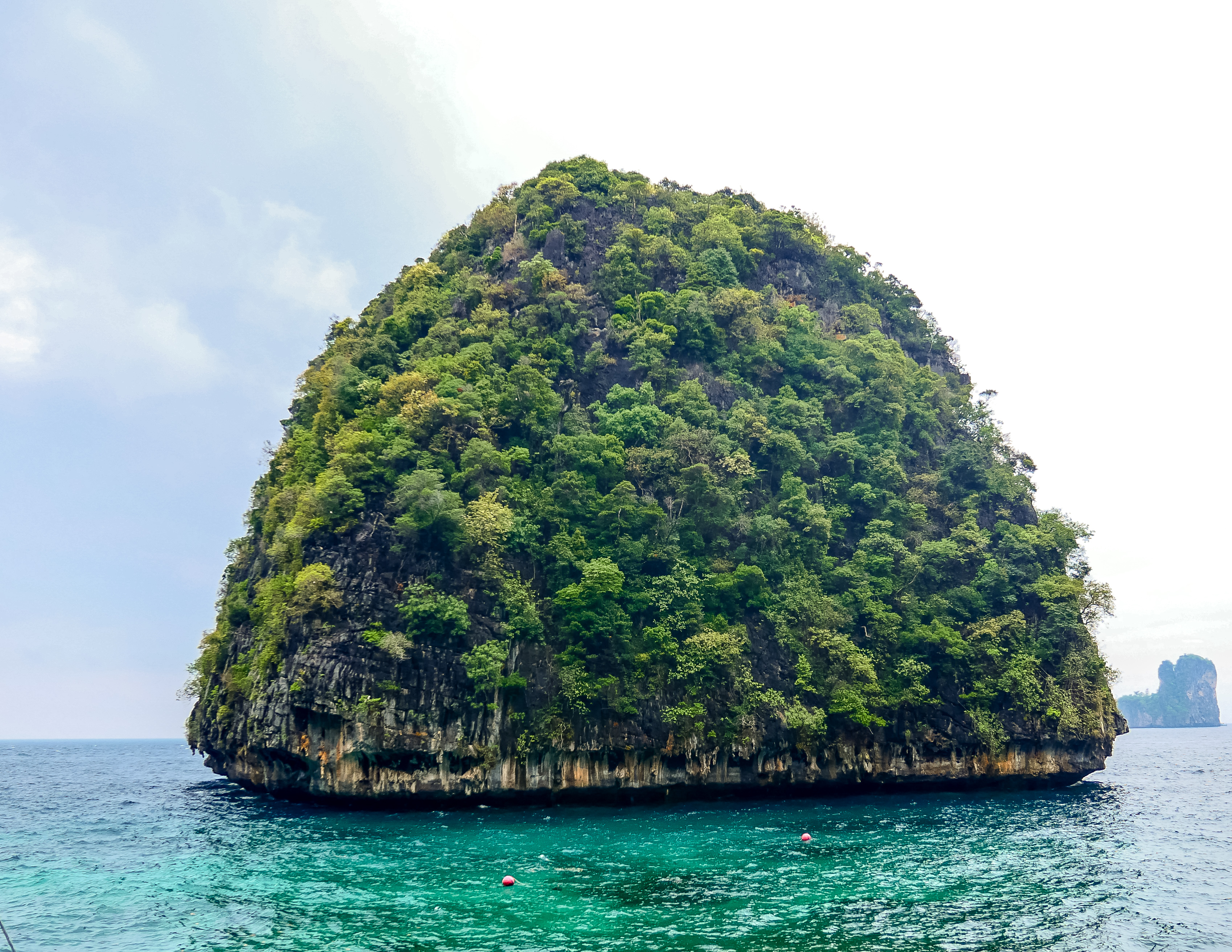
Vista de l'illa de Phi Phi Leh
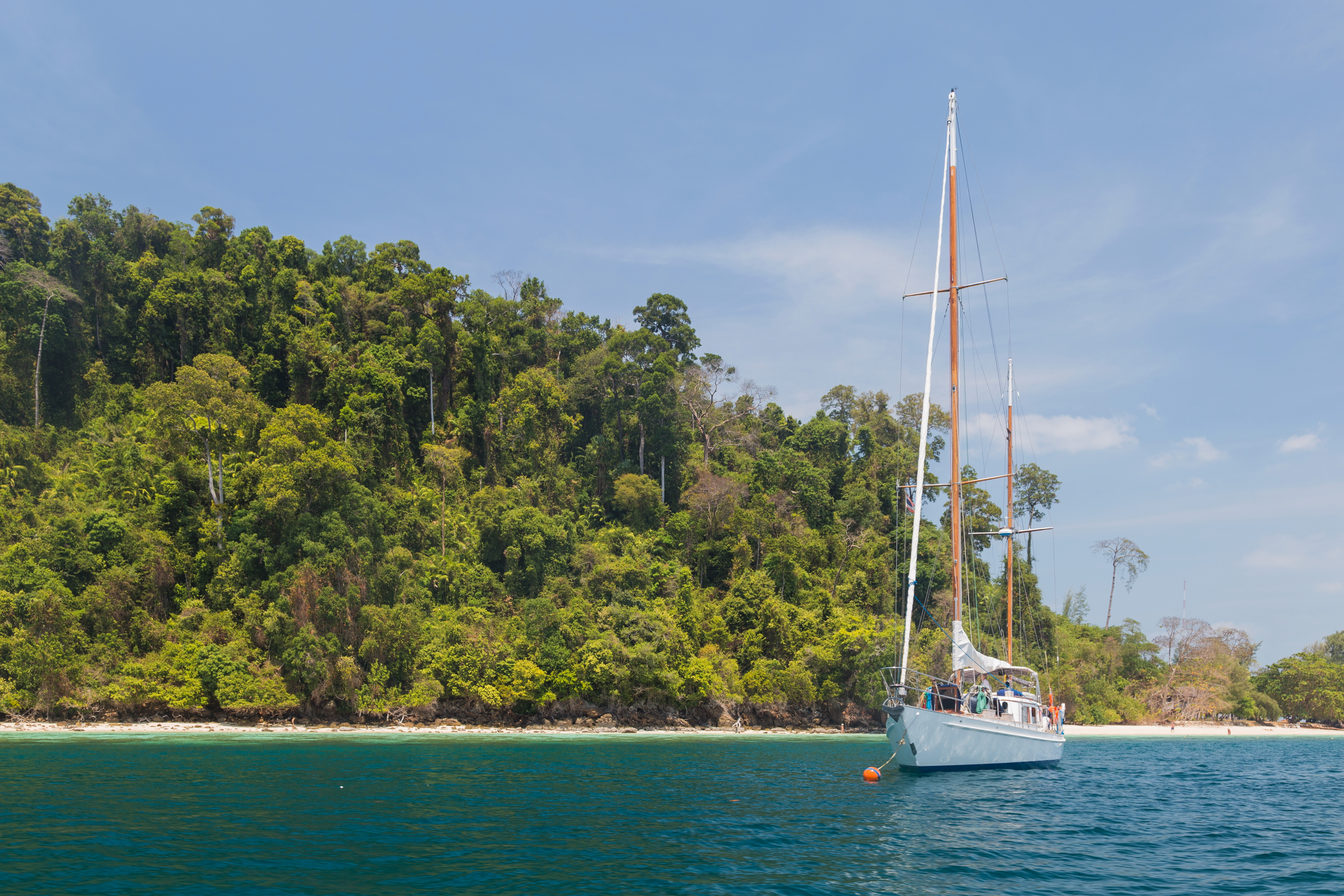
Ko Ngai
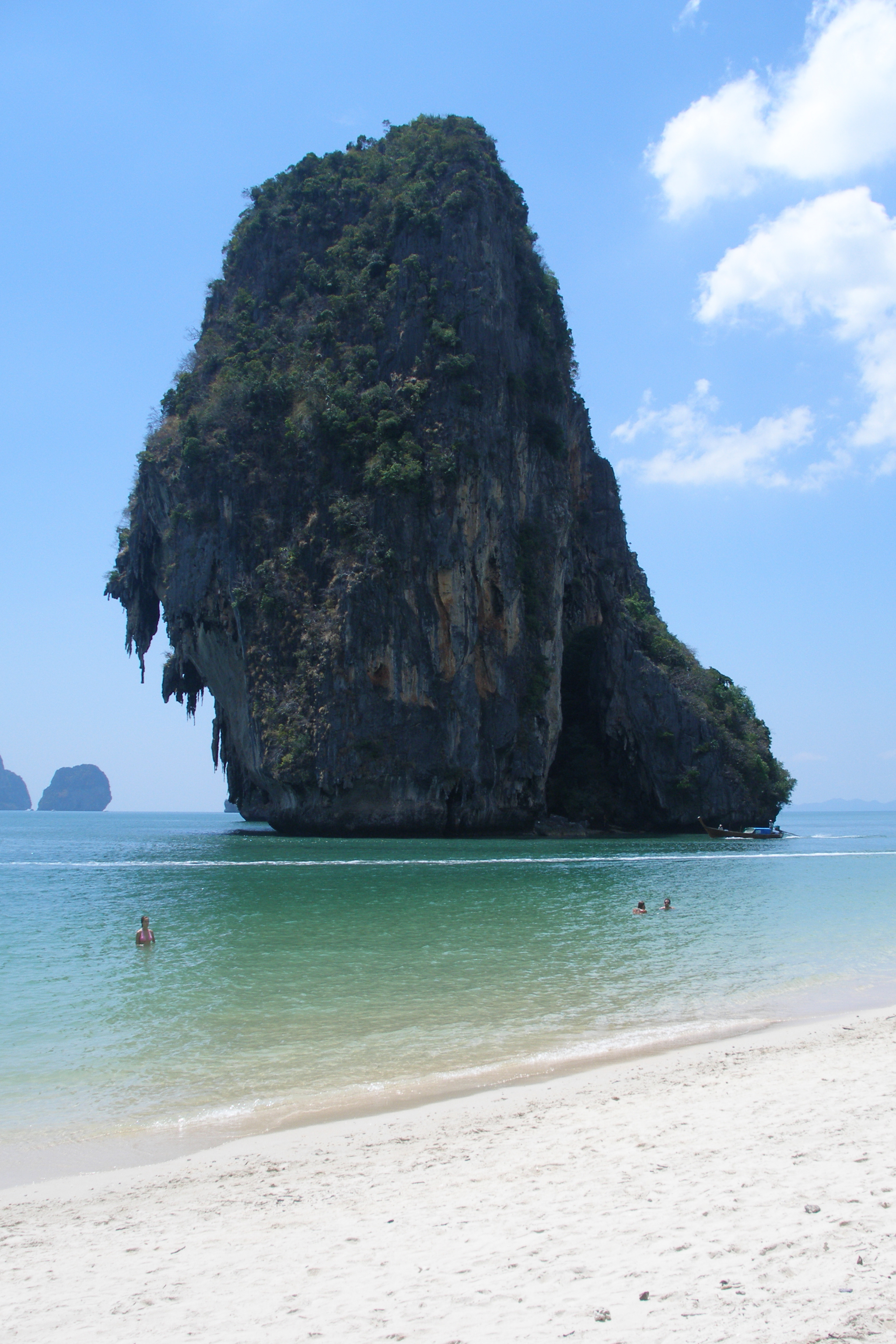
Platja de Railay
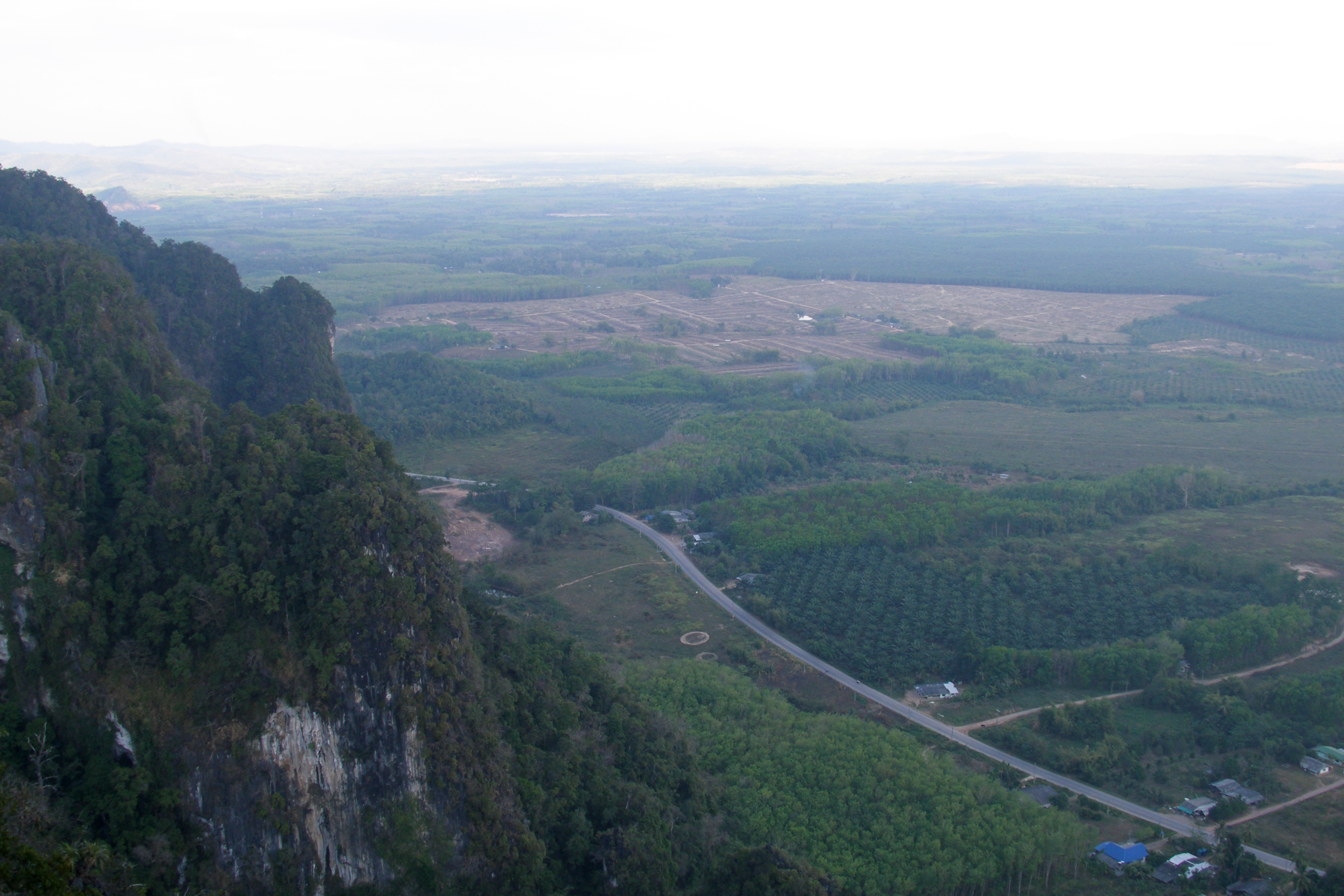
Vista des del Temple de Tiger Cave Temple damunt els plans de Krabi
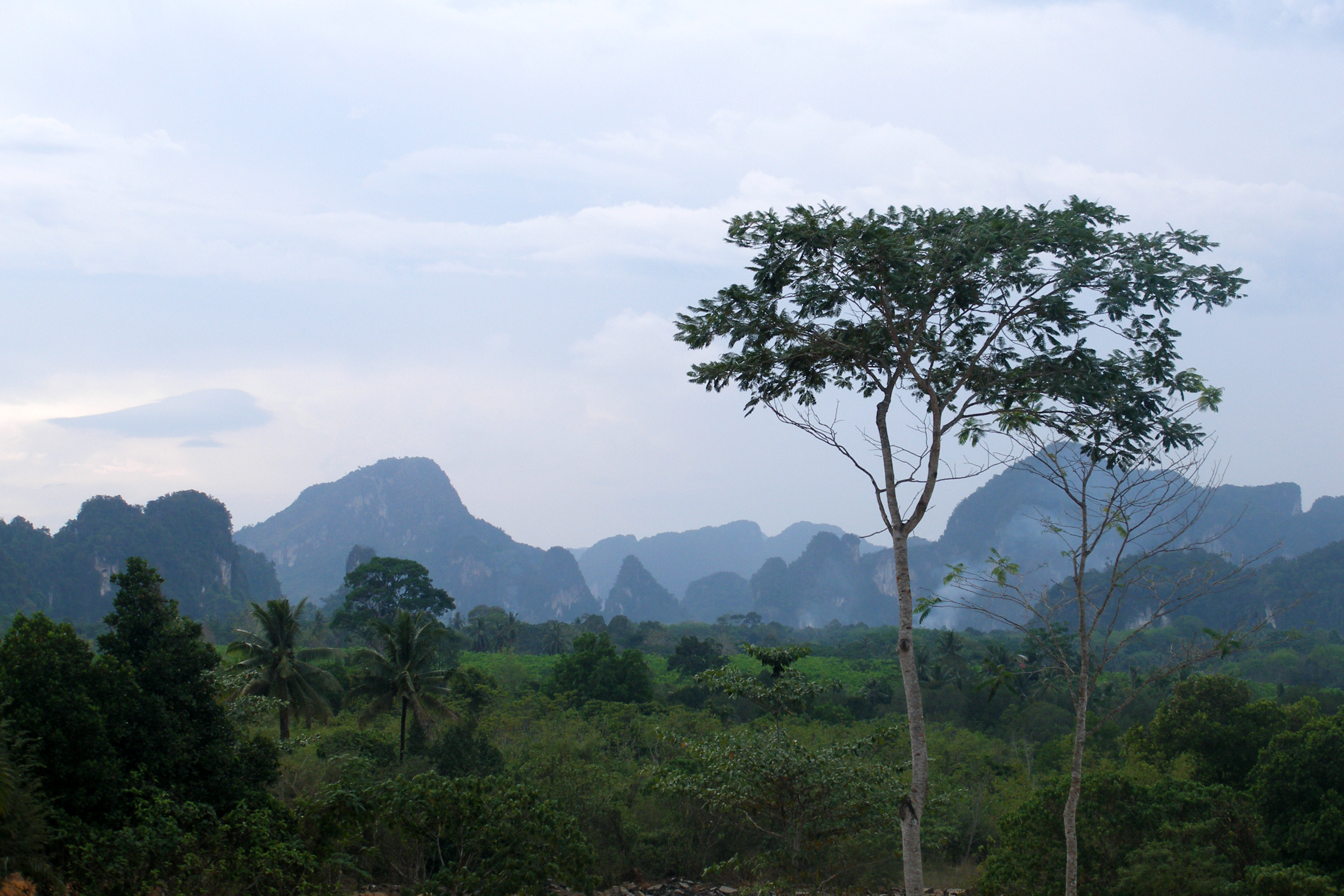
Paisatge rocallós al voltant de la ciutat de Krabi